# كلارا كاثلين روجرز
كلارا كاثلين روجرز (بالإنجليزية: Clara Kathleen Rogers)‏ هي معلمة موسيقى ومغنية أوبرا وملحنة ومغنية أمريكية، ولدت في 14 يناير 1844 في شلتنهام في المملكة المتحدة، وتوفيت في 8 مارس 1931 في بوسطن في الولايات المتحدة.

## وصلات خارجية
- كلارا كاثلين روجرز على موقع ميوزك برينز (الإنجليزية)